# ルパンの娘
『ルパンの娘』（ルパンのむすめ）は、作家・横関大の小説のシリーズ。講談社より2015年8月から刊行されている。
泥棒一族「Lの一族」の娘と、警視庁捜査一課に所属し家族全員が警察官という青年が、様々な困難に見舞われながらも、許されない恋愛を敢行する物語である。
2019年と2020年にテレビドラマ化、2021年に映画化されている。

## 概要
第1作『ルパンの娘』は2015年8月26日に単行本、2017年8月8日に文庫本が講談社から刊行された。シリーズ第2作『ルパンの帰還』から第4作『ルパンの星』は、単行本を経ずに文庫化されている。第5作『ルパンの絆』は単行本で刊行された。
2020年、講談社が運営するtreeにて、コロナ禍の日本を舞台にした企画「Day to Day」がリレー連載され、6月21日に本シリーズの掌編「5月22日」が公開された。12月7日には、smash.で小野大輔による朗読が配信された。この掌編は、2021年3月25日に発売された単行本『Day to Day』に収録されている。
2019年7月11日から9月26日までフジテレビ系「木曜劇場」でテレビドラマ化され、前作の主要キャストが続投する続編が2020年10月15日から12月10日まで放送された。2020年12月3日のドラマ終了後に東映より本作品の映画化が発表された。2021年10月15日、映画『劇場版 ルパンの娘』が公開された。

## あらすじ
図書館司書の三雲華は突然、恋人の桜庭和馬の実家へ行くことになる。そこで初めて、和馬が本当は警視庁捜査一課の刑事で、彼の家族も全員警察関係者だと知ってしまう。華が帰宅したあと桜庭家では家族会議が行われ、「警察関係者でない華は、和馬の結婚相手にふさわしくないのではないか？」という意見でまとまる。
一方、華も和馬と別れようか迷っていた。実は華の家族は、先祖代々盗みを生業としており、大泥棒アルセーヌ・ルパンになぞらえて通称「Lの一族」と呼ばれていたのだ。まるでロミオとジュリエットのように、許されない恋をしてしまった泥棒一家の娘・華と、警察一家の息子・和馬。
さらに、実家が京都の老舗探偵事務所である探偵一家の娘・北条美雲らが、恋の障害として立ちはだかる。

## 登場人物

### 主要人物
三雲華（みくも はな）
本作の主人公。25歳。身長163cm。大泥棒アルセーヌ・ルパンになぞらえ「Lの一族」と呼ばれる泥棒一家・三雲家の娘。
祖父仕込みの優れたスリの技術をはじめ、高い盗みの才能と敵対身体能力を持つが、根は生真面目であり偽名のIDを使いつつパート務め(図書館職員→ビル内清掃員→ラーメン店の店員)もこなし、ごく普通に生きることを望んでいる。そぼろ丼が好物。
桜庭和馬（さくらば かずま）
28歳。華の恋人。警視庁捜査一課の刑事。
代々警察官を輩出している桜庭家の息子。
刑事としては非常に優秀で、観察眼に優れており、「名探偵」というあだ名がつけられている。
北条美雲（ほうじょう みくも）
『ルパンの帰還』より登場。京都で代々探偵業を営む北条家の娘。ノンキャリアで警視庁に入り、1年目から捜査一課に配属され和馬とバディを組む。
推理能力は高いが、何もないところで転ぶドジな面がある。
三雲杏（みくも あん）
『ルパンの帰還』より登場。和馬と華の一人娘。両親が事実婚状態にあるため母方の三雲姓を名乗っている。

### 三雲家
三雲尊（みくも たける）
52歳。華の父。身長180cm。美術品専門の泥棒で品のあるダンディーな男。
三雲家の指示系統の主軸的存在で強力なリーダーシップと鋭い洞察力と実行力で一家を引っ張る。常に悦子とはバカップルのようにイチャイチャしている。
三雲悦子（みくも えつこ）
51歳。華の母。身長164cm。年齢を全く感じさせない妖艶な雰囲気を持つ宝飾品専門の泥棒。
美意識が極限まで高く宝飾品や美しいものに目がない。性格は思い通りに行かないとすぐに駄々をこねるややヒステリックな部分がある。
三雲渉（みくも わたる）
華の兄。身長180cm。自宅に引きこもっているが、高いハッキングの技術を持つ。
『ルパンの帰還』にて美雲に恋に落ち片思いしている。
三雲巌（みくも いわお）
76歳。華の祖父で尊の父。腕利きのスリ。いつも単独行動をしている。
三雲マツ（みくも マツ）
華の祖母で尊の母。身長150cm。鍵師で三雲家で唯一車(軽バン)の運転もこなす。軽バンは1期は日産・クリッパーで2期はスポンサーが本田技研工業になった絡みでホンダ・ストリートに切り替わった。

### 桜庭家
桜庭和一（さくらば わいち）
76歳。和馬の祖父。元警視庁捜査一課の課長。

## 書誌情報
児童書のイラストは、石蕗永地が担当している。
1. ルパンの娘（Daughter of Lupin）
  - 単行本：2015年8月26日発売[1]、講談社、ISBN 978-4-06-219683-3
  - 文庫本：2017年8月8日発売[2]、講談社文庫、ISBN 978-4-06-293746-7
  - 児童書（新書）：2020年10月14日発売[13]、講談社青い鳥文庫、ISBN 978-4-06-521076-5
2. ルパンの帰還（Lupin's return）
  - 文庫本：2019年7月12日発売[14]、講談社文庫、ISBN 978-4-06-516538-6
  - 児童書（新書）：2020年11月11日発売[15]、講談社青い鳥文庫、ISBN 978-4-06-521352-0
3. ホームズの娘（Daughter of Holmes）
  - 文庫本：2019年9月13日発売[16]、講談社文庫、ISBN 978-4-06-517062-5
  - 児童書（新書）：2020年11月11日発売[17]、講談社青い鳥文庫、ISBN 978-4-06-521351-3
4. ルパンの星（Rookie of Lupin）
  - 文庫本：2020年9月15日発売[18]、講談社文庫、ISBN 978-4-06-520840-3
5. ルパンの絆（Bonds of Lupin）
  - 単行本：2021年10月6日発売[19]、講談社、ISBN 978-4-06-524997-0
  - 文庫本：2024年12月15日発売[20]、講談社文庫、ISBN 978-4-06-534744-7

## テレビドラマ
2019年7月11日から9月26日までフジテレビ系「木曜劇場」で放送された。主演は深田恭子。
Lの一族など基本的な設定は原作を踏襲しているが、主人公たちが泥棒スーツを着て悪者と戦う、オリジナルキャラクターが登場する、唐突にミュージカル調の演出が入るなど大きく脚色されている。また、キャストが過去に出演した作品へのオマージュが度々見られる。
また、本番組の後に放送される『アウト×デラックス』（渉役の栗原もレギュラー出演している）では出演を賭けたオーディションを行っており、遠野なぎこや山下恵司、城之内が合格・出演を果たしている。
2020年10月15日から12月10日までフジテレビ系「木曜劇場」でシリーズ2が放送された。本編パート8話に加え特別編1話の全9話構成で、第8話の放送後には劇場版の制作が発表された。

### キャスト（テレビドラマ）

#### 三雲家
- 三雲華（三雲家の娘） - 深田恭子（幼少期：小畑乃々、宮崎莉里沙[24]）
- 三雲悦子（華の母） - 小沢真珠
- 三雲渉（華の兄） - 栗原類（幼少期：鴇田蒼太郎[25]、機械の声：早川未来）
- 三雲マツ（華の祖母） - どんぐり（少女期：深田恭子[26]）
- 三雲巌（華の祖父） - 麿赤兒（青年期：柄本時生[26]）
- 三雲尊（華の父） - 渡部篤郎[27]
- 三雲杏（華と和馬の子供・本町小学校3年生） - 小畑乃々（新生児：田上七瀬[28]、3歳：宮崎莉里沙[28]）（シリーズ2#3 - ）

#### 桜庭家
- 桜庭和馬（華の恋人・警視庁捜査三課→警視庁捜査一課→狛江署・巡査部長→警部） - 瀬戸康史[7]
- 桜庭美佐子（和馬の母・鑑識課非常勤職員） - マルシア[29]
- 桜庭典和（和馬の父・警視庁警備部SAT隊長） - 信太昌之
- 新谷香（和馬の妹・杉並警察署交通課） - さとうほなみ[30]（シリーズ1#1・#2・#5）
- 桜庭和一（和馬の祖父・元警視庁捜査三課課長） - 藤岡弘、[29]（特別出演、青年期：瀬戸康史[31]）

#### 北条家
- 北条美雲（中学生→高校生→警視庁狛江署刑事） - 橋本環奈[32]（シリーズ2）
- 山本猿彦（北条家の執事） - 我修院達也（第2シリーズ）
- 北条宗真（美雲の祖父・「北条探偵事務所」経営者） - 伊吹吾郎（シリーズ2）

#### その他
- 円城寺輝（華の幼馴染の泥棒） - 大貫勇輔（幼少期：大河原爽介[33]）
- 橋元エミリ（和馬のお見合い相手・警視庁刑事総務課警部・元警視総監の孫娘） - 岸井ゆきの[34]（シリーズ1）
- 巻栄一（和馬の上司・警視庁捜査三課警部補・橋元エミリの従兄） - 加藤諒（シリーズ1、シリーズ2#7）
- 横塚（和馬の同僚・警視庁捜査三課） - 杉崎シュンペーター[35]（第1シリーズ）
- 蒲谷隆太（和馬の先輩・警視庁狛江署警部補） - 松尾諭（シリーズ2#1 - #4）
- 栗栖浩（和馬の部下・警視庁狛江署刑事） - 前田公輝（シリーズ2#3 - #7）
- 円城寺豪（円城寺輝の父親） - 市村正親（シーズン2 SPエピソード）

#### ゲスト

##### シリーズ1
#1
- 金剛丸修司（宝石店社長） - 前川泰之
- 龍崎剛（龍崎組組長） - 藤原喜明
- 新谷幹雄（新谷香の夫・公安） - FISHBOY

#2
- 猪熊良治（介護関連会社社長） - 西沢仁太
- 警護役の秘書の男 - 成松修
- 朝田雅彦（アポ電強盗の受け子） - 富田健太郎
- 菊池和夫（アポ電強盗の被害者） - 篠田薫

#3
- 鬼塚翔平（SNS強盗） - 成田瑛基
- 月城悠人（SNS強盗） - 一條恭輔
- 早船久志（SNS強盗） - 伊島空

#4
- 木口智子（国際ロマンス詐欺の被害者） - 山崎静代
- 橋元慶一（橋元エミリの父・警視長） - 近江谷太朗（#9・#10）
- 蛭沼隆（国際ロマンス詐欺師） - 諏訪雅
- ウィリアム（国際ロマンス詐欺で使われた写真） - 村雨辰剛

#5
- 双葉美羽（セクシーな女泥棒） - 田中みな実
- 依田（美羽の手下） - 真壁刀義
- 大岩（美羽の手下） - 本間朋晃

#6
- 三好哲太（ガソリンスタンドから現金を盗んだ実行犯） - 小島久人

#7
- 六見義男（六見スパリゾートの社長の息子） - 山本浩司
- 磯山樹里（温泉旅館「陣屋」の若女将・六見の恋人） - 真魚

#8
- 薄井佐知（スナック「夜蛾」のママ） - 遠野なぎこ
- 浅見源太（佐知の元恋人） - 本宮泰風
- 瀬川明世（スナック「夜蛾」の従業員） - 中原翔子

#9
- 多田野冬彦（誘拐犯） - やべけんじ
- 松永（和馬の上司・警視庁捜査一課） - オラキオ（第10話）
- 三枝夏彦（誘拐犯） - 福澤重文
- 戸口秋彦（誘拐犯） - イジリー岡田

#10
- 巻英輔（元警視庁警視総監） - 浜田晃（青年期：浜田学）（最終話）
- 英輔の護衛 - 高岩成二（#11）

##### シリーズ2
#1
- 佐伯光晴（強盗殺人被害者の遺族） - 坂口涼太郎
- Lの一族再現ドラマの華役 - 吉田沙保里
- デパ地下の豊子（泥棒の常習犯） - 稲川実代子（#7）
- Lの一族再現ドラマの尊役 - 山本高広
- Lの一族再現ドラマの悦子役 - まねだ聖子
- Lの一族再現ドラマの渉役 - 宮島三郎
- Lの一族再現ドラマのマツ役 - 鈴木本一郎
- 佐伯重則（資産家・佐伯光晴の父） - 菅野久夫
- 覗きの被疑者 - 城之内（#2）

#2
- 薄井佐知（助産師・シリーズ1にも登場） - 遠野なぎこ
- 小鳥遊昴（グローバル投資家） - 新納慎也

#3
- 御子柴保（寸借詐欺師） - コウメ太夫
- 杏の担任教師 - 柊瑠美（#5 - #7）
- 南小夏（杏のクラスメイト） - 夏野琴子（#4 - #7）

#4
- 雨宮翔子（喫茶店のオーナー）- 矢島舞美
- 南梨奈（南小夏の母・華のママ友） - 原史奈（#6）

#5
- 双葉美羽（セクシーな女泥棒・シリーズ1にも登場） - 田中みな実
- 依田（美羽の手下・第1シリーズにも登場） - 真壁刀義
- 大岩（美羽の手下・第1シリーズにも登場） - 本間朋晃
- 伊藤龍之介（杏の隣のクラスの生徒） - 柳下晃河

#7
- ナターシャ（殺し屋） - 太田莉菜（#8）
- 大柄な男 - 岡元次郎（#8）

#8
- 美雲が暮らすアパートの隣人 - 倉科カナ、塚本高史

SPエピソード
- 円城寺豪（円城寺輝の父）- 市村正親

### スタッフ（テレビドラマ）
- 原作 - 横関大『ルパンの娘』『ルパンの帰還』『ホームズの娘』（講談社文庫刊）[注 1]
- 脚本 - 徳永友一
- 音楽 - Face 2 fAKE
- 主題歌 - サカナクション「モス」（NF Records/Victor Entertainment）[59]
- 京言葉指導 - 奈良井志摩
- プロデュース - 稲葉直人、荒井俊雄
- 演出 - 武内英樹、品田俊介、洞功二、尾﨑隼樹、西岡和宏
- 制作・著作 - フジテレビ第一制作室

### ロケ地
- HEART COURT横浜（神奈川県横浜市港北区大豆戸町）：華と和馬がキスした教会[60]。
- 青山迎賓館（東京都港区南青山）：和馬が華を連れてやって来た宝飾店[60]。
- 藤塚第三児童公園（東京都狛江市和泉本町）：三雲渉が隠れていたタコの滑り台[60]。
- 飯能市立図書館（埼玉県飯能市山手町）：華が働いている図書館[60]。

### 放送日程
シリーズ1（2019年）

| 話数                                                                        | 放送日   | サブタイトル[61]                                          | 演出     | 視聴率[62] |
| --------------------------------------------------------------------------- | -------- | --------------------------------------------------------- | -------- | ---------- |
| #1                                                                          | 07月11日 | 泥棒一家の娘が 警察一家の息子に禁断の恋!?                 | 武内英樹 | 8.4%       |
| #2                                                                          | 07月18日 | 警察が泥棒にご挨拶!? 犬猿の対決が幕を上げる!              | 武内英樹 | 7.4%       |
| #3                                                                          | 07月25日 | 泥棒の嫁VS鑑識の姑バトル!! /秘宝を巡る争奪戦!!            | 品田俊介 | 8.2%       |
| #4                                                                          | 08月01日 | 裏切りのお見合い!? 恋敵出現 愛と哀しみの泥棒!!            | 品田俊介 | 5.8%       |
| #5                                                                          | 08月08日 | 女泥棒ドロンジョ対決! 仮面の素顔と愛の終わり              | 武内英樹 | 6.0%       |
| #6                                                                          | 08月15日 | 別れる宿命の二人! 華を襲う命の危機に和馬は…               | 洞功二   | 5.4%       |
| #7                                                                          | 08月22日 | 泥棒娘と警察官が結婚!? 波乱の結納&温泉旅行!!              | 品田俊介 | 6.7%       |
| #8                                                                          | 08月29日 | 一家の離散と逃避行! 愛する男に追われる泥棒娘              | 武内英樹 | 5.7%       |
| #9                                                                          | 09月12日 | 最終章スタート! 舞台は一年後 - 悲しき再会と衝撃のラスト!! | 洞功二   | 6.9%       |
| #10                                                                         | 09月19日 | 60年前の封印された恋物語と 祖父を殺した真犯人             | 武内英樹 | 8.3%       |
| #11                                                                         | 09月26日 | 花婿が盗まれた!? 泥棒娘と警察官の恋、完結                 | 武内英樹 | 9.8%       |
| 平均視聴率 7.1%（視聴率はビデオリサーチ調べ、関東地区・世帯・リアルタイム） |          |                                                           |          |            |

シリーズ2（2020年）

| 話数                                                                        | 放送日   | サブタイトル[63]                                               | 演出     | 視聴率[64] |
| --------------------------------------------------------------------------- | -------- | -------------------------------------------------------------- | -------- | ---------- |
| #1                                                                          | 10月15日 | 泥棒の新妻&マスオさんな刑事!? 禁断の新婚生活追うは名探偵の娘!! | 武内英樹 | 7.5%       |
| #2                                                                          | 10月22日 | 泥棒がシングルマザー決意!? 名探偵上京で波乱!!                  | 武内英樹 | 6.0%       |
| #3                                                                          | 10月29日 | 最愛の娘が誘拐!? 怒れる泥棒ママ!!迫る名探偵!!                  | 洞功二   | 6.0%       |
| #4                                                                          | 11月05日 | ママ友パーティーに凶悪犯!? 母よ愛する娘を守れ                  | 洞功二   | 4.9%       |
| #5                                                                          | 11月12日 | 娘が朝起きたら86歳の体に!? ドロンジョの逆襲!!                  | 武内英樹 | 5.4%       |
| #6                                                                          | 11月19日 | 最終章突入! 名探偵と決戦!! 泥棒父が倒れるとき                  | 尾﨑隼樹 | 5.0%       |
| #7                                                                          | 11月26日 | 最終章 絶体絶命の泥棒一家!! 夫、娘と涙の別れ…                  | 洞功二   | 6.0%       |
| #8                                                                          | 12月03日 | ついに完結へ!! 万事休す泥棒家族!! 最後の大作戦                 | 武内英樹 | 5.3%       |
| #9                                                                          | 12月10日 | ～愛の物語～ミュージカル怪盗親子と泥棒対決                     | 西岡和宏 | 4.8%       |
| 平均視聴率 5.7%（視聴率はビデオリサーチ調べ、関東地区・世帯・リアルタイム） |          |                                                                |          |            |
| フジテレビ系 木曜劇場                                                 | フジテレビ系 木曜劇場                                 | フジテレビ系 木曜劇場                        |
| 前番組                                                                | 番組名                                                | 次番組                                       |
| --------------------------------------------------------------------- | ----------------------------------------------------- | -------------------------------------------- |
| ストロベリーナイト・サーガ （2019年4月11日 - 6月20日）                | ルパンの娘（シリーズ1） （2019年7月11日 - 9月26日）   | モトカレマニア （2019年10月17日 - 12月12日） |
| アンサング・シンデレラ 病院薬剤師の処方箋 （2020年7月16日 - 9月24日） | ルパンの娘（シリーズ2） （2020年10月15日 - 12月10日） | 知ってるワイフ （2021年1月7日 - 3月18日）    |

## 映画
『劇場版 ルパンの娘』（げきじょうばん ルパンのむすめ）のタイトルで2021年10月15日に公開された。監督の武内英樹、主演の深田恭子を始めとした主要キャスト・スタッフがテレビドラマ版から続投する。
ヨーロッパの架空の国「ディーベンブルク王国」が舞台となっている。

### キャスト（映画）
- 三雲華：深田恭子
- 桜庭和馬：瀬戸康史
- 北条美雲：橋本環奈
- 三雲悦子：小沢真珠
- 三雲渉：栗原類
- 三雲マツ：どんぐり（竹原芳子）[注 3]
- 三雲玲 / “JOKER”：観月ありさ
- 月島俊哉：岡田義徳
- ナターシャ：太田莉菜
- 桜庭和一：藤岡弘、（特別出演）
- 円城寺豪：市村正親
- 円城寺輝：大貫勇輔
- 三雲杏：小畑乃々
- 桜庭美佐子：マルシア
- 桜庭典和：信太昌之
- 山本猿彦：我修院達也
- 三雲巌：麿赤兒
- 三雲尊：渡部篤郎
- 関口アナン、團遥香、松原凛、渡辺隼斗、緒形敦、木月あかり

### スタッフ（映画）
- 原作：横関大『ルパンの娘』シリーズ全5作（講談社文庫他）
- 監督：武内英樹
- 脚本：徳永友一
- 音楽：Face 2 fAKE
- 主題歌：サカナクション「ショック!」（NF Records / Victor Entertainment）[67]
- 製作：小川晋一、村松秀信、堀義貴、松本智
- プロデュース：稲葉直人
- プロデューサー：梶本圭、甘木モリオ
- 撮影：谷川創平
- 照明：李家俊理
- 録音：金杉貴史
- 編集：松尾浩
- 監督補：洞功二
- アクション監督：藤井祐伍
- アクションコーディネーター：石井靖見
- 振付：辻本知彦
- 美術デザイン：棈木陽次
- 美術プロデューサー：三竹寛典
- アートコーディネーター：杉山貴直
- 装飾：佐々木真吾
- 泥棒衣装・人物デザイン：柘植伊佐夫
- 特殊メイクデザイン：百武朋
- 泥棒マスクデザイン：松岡象一郎、中村希世
- VFXプロデューサー：長崎悠、侭田日吉
- VFXスーパーバイザー：宗片純二
- カラーグレーダー：齋藤精二
- ミュージックエディター：小西善行
- 音響効果：伊東晃
- スクリプター：渡辺美恵
- 助監督：尾﨑隼樹
- 制作担当：佐藤龍春、堀田剛史、宮本亮太
- 配給：東映
- 制作プロダクション：シネバザール
- 製作：「劇場版 ルパンの娘」製作委員会（フジテレビジョン、東映、ホリプロ、講談社、FNS27社）

### 評価
キネマ旬報社が運営するKINENOTEの「キネ旬Review」では、映画ジャーナリストの宇野維正は「行き当たりばったりな編集によるグダグダのテンポで旬でもない脇役たちの旬でもない小ネタが空回りしているのを延々と見続けていると、さすがに体調が悪くなってくる」と苦言を呈し、ライターの北川れい子は「武内監督のエンタメ演出も、今回はただド派手に騒いでいるの図」と低評価をつけ、ライターの千浦僚は「展開する映像と音響と演出が薄い」と評した。

### ルパン三世 PART6とのコラボレーション
本映画公開と同時期に日本テレビが制作したテレビアニメシリーズである『ルパン三世 PART6』の放映が予定されていたことから、両者を盛り上げる目的で電通による仲介でコラボレーションが実現。SNSやYouTubeなどによるプロモーションが行われた。

### 関連商品（映画）
- 横関大（原作）、有沢ゆう希（文）、徳永友一（脚本）『ルパンの娘 映画ノベライズ』、2021年9月30日発売[70]、講談社青い鳥文庫、ISBN 978-4-06-524876-8
- フジテレビジョン、東映『ルパンの娘 THE COMPLETE BOOK』、2021年10月7日発売[71]、扶桑社、ISBN 978-4-594617431